# Вокер Тауншип (округ Джуніата, Пенсільванія)
Вокер Тауншип (англ. Walker Township) — селище (англ. township) в США, в окрузі Джуніата штату Пенсільванія. Населення — 2790 осіб (2020).

## Демографія
Згідно з переписом 2010 року, у селищі мешкало 2738 осіб у 946 домогосподарствах у складі 725 родин. Було 1018 помешкань
Расовий склад населення:
| - 97,8 % — білих - 0,5 % — азіатів - 0,3 % — чорних або афроамериканців - 0,2 % — корінних американців |

До двох чи більше рас належало 0,9 %. Частка іспаномовних становила 2,1 % від усіх жителів.
За віковим діапазоном населення розподілялося таким чином: 28,6 % — особи молодші 18 років, 58,7 % — особи у віці 18—64 років, 12,7 % — особи у віці 65 років та старші. Медіана віку мешканця становила 37,2 року. На 100 осіб жіночої статі у селищі припадало 100,7 чоловіків; на 100 жінок у віці від 18 років та старших — 100,0 чоловіків також старших 18 років.
Середній дохід на одне домашнє господарство становив 66 752 долари США (медіана — 62 933), а середній дохід на одну сім'ю — 73 808 доларів (медіана — 68 224). Медіана доходів становила 40 481 долар для чоловіків та 35 988 доларів для жінок. За межею бідності перебувало 9,8 % осіб, у тому числі 15,1 % дітей у віці до 18 років та 5,9 % осіб у віці 65 років та старших.
Цивільне працевлаштоване населення становило 1443 особи. Основні галузі зайнятості: виробництво — 25,5 %, освіта, охорона здоров'я та соціальна допомога — 14,5 %, роздрібна торгівля — 10,0 %, транспорт — 7,8 %.